# While We're Young
While We're Young är en amerikansk dramakomedi från 2014, skriven och regisserad av Noah Baumbach. Huvudrollerna spelas av Ben Stiller, Naomi Watts, Adam Driver och Amanda Seyfried. Filmen hade premiär den 6 september 2014 på Toronto International Film Festival.

## Handling
Josh och Cornelia Schrebnick är ett medelålders par som bor i New York. Deras förhållande är skakigt. Efter en föreläsning på universitetet där Josh jobbar, träffar han Jamie och Darby, ett ungt par som bjuder ut honom och Cornelia på middag.

## Rollista
- Ben Stiller - Josh Schrebnick

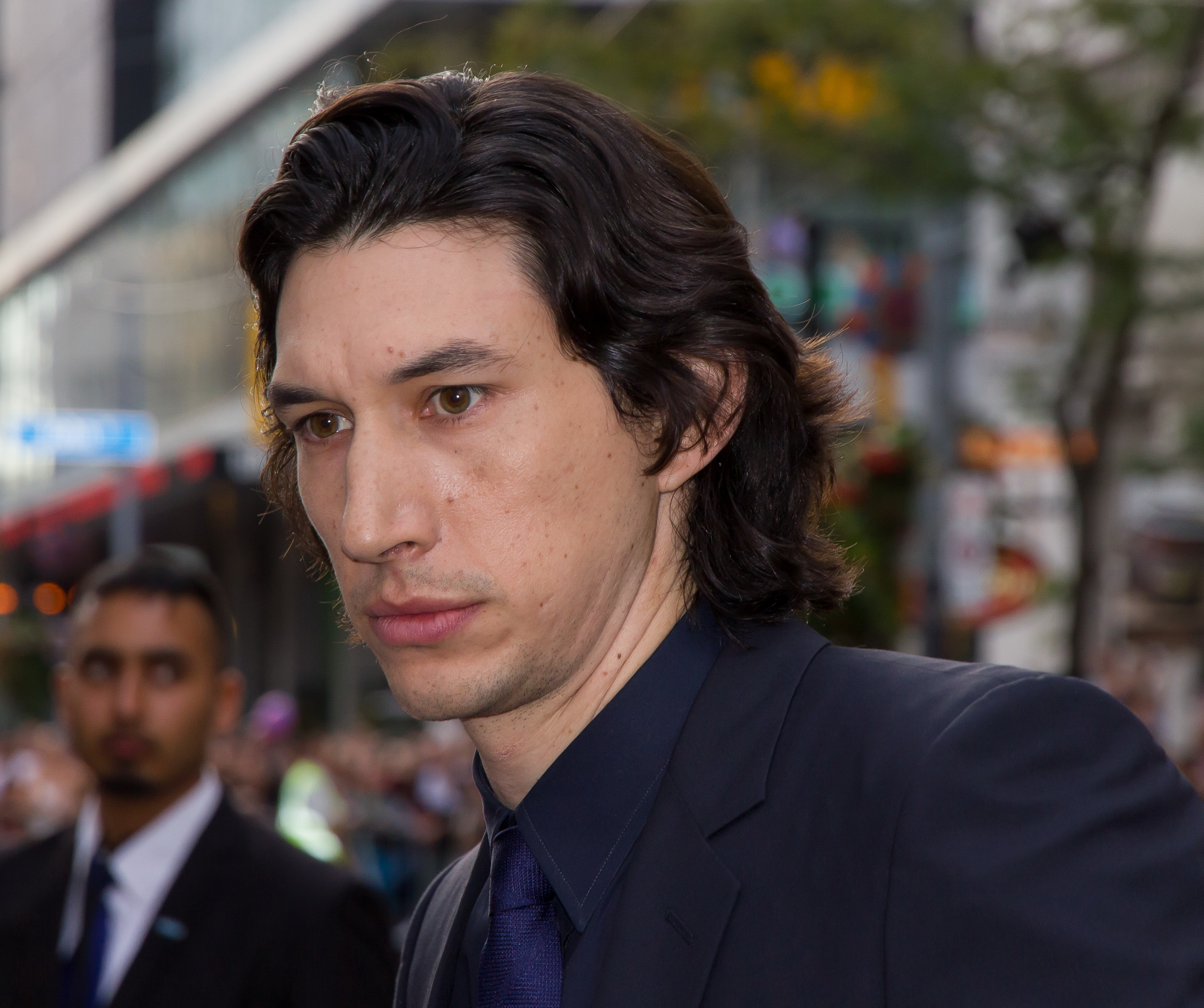
Adam Driver vid premiären av filmen, 2014

- Naomi Watts - Cornelia Schrebnick
- Adam Driver - Jamie Massey
- Amanda Seyfried - Darby Massey
- Charles Grodin - Leslie Breitbart
- Brady Corbet - Kent Arlington
- Ryan Serhant - Hedge Fund Dave
- Maria Dizzia - Marina
- Adam Horovitz - Fletcher
- Peter Yarrow - Ira Mandelstam
- Dree Hemingway - Tipper
- Matthew Maher - Tim

## Om filmen
While We're Young spelades in i New York 2013. 